# Phalacrocorax brasilianus
Il cormorano neotropicale (Phalacrocorax brasilianus J. F. Gmelin, 1789) è un uccello appartenente alla famiglia dei Falacrocoracidi ampiamente diffuso nell'America centro-meridionale e nelle regioni meridionali degli Stati Uniti.

## Descrizione
Lungo circa 65 cm, presenta piumaggio scuro con riflessi verdastri.

## Distribuzione e habitat
Vive in America centrale e meridionale.

## Tassonomia
Ne vengono riconosciute due sottospecie:
- P. b. mexicanus (J. F. von Brandt, 1837), diffusa dagli Stati Uniti meridionali fino a Cuba e Nicaragua;
- P. b. brasilianus (J. F. Gmelin, 1789), diffusa dalla Costa Rica alla Terra del Fuoco.